# Spoorlijn Chartres - Bordeaux-Saint-Jean
De spoorlijn Chartres - Bordeaux-Saint-Jean is een gedeeltelijk opgebroken Franse spoorlijn van Chartres naar Bordeaux en een van de grote radialen van het Franse spoorwegnet. De volledige lijn was 525,3 km lang en heeft als lijnnummer 500 000.

## Geschiedenis
Oorspronkelijk was het grootste deel van deze spoorlijn van lokaal belang, vanwege de vele concessiehouders die een overeenkomst tekenden met de verschillende betrokken lokale overheden. Na een wet in 1878 die de lijn classificeerde als een van algemeen belang kochten de Staatsspoorwegen delen van de lijn van de verschillende maatschappijen. Dit bood een alternatieve dubbelsporige route voor de route Paris - Bordeaux van de Compagnie du Chemin de fer de Paris à Orléans.
Het oorspronkelijke doel van de staat was een eigen lijn tussen Parijs en Bordeaux, maar de verlenging vanuit Chartres naar Parijs werd vertraagd, slechts gedeeltelijk geopend en nooit voltooid.

#### Compagnie des chemins de fer des Charentes
Het tracé tussen Saintes en Saint-Jean-d'Angély werd door de Compagnie des chemins de fer des Charentes in gedeeltes geopend. Van Saintes naar Beillant op 31 mei 1867, van Beillant naar Pons op 25 maart 1869, van Pons naar Jonzac op 26 januari 1870, van Jonzac naar Montendre op 6 november 1871, van Montendre naar Saint-Mariens–Saint-Yzan op 18 oktober 1873, van Saint-Mariens–Saint-Yzan naar Cavignac op 19 oktober 1874 en van Niort naar Saint-Jean-d'Angély op 17 oktober 1881. 

#### Compagnie du chemin de fer d'Orléans à Rouen
Het gedeelte tussen Chartres en Besse-sur-Braye werd door de Compagnie du chemin de fer d'Orléans à Rouen geopend. Van Chartres naar Brou op 7 juli 1876, van Brou naar Courtalain op 2 april 1883 en van Courtalain naar Bessé-sur-Braye op 23 mei 1885

#### Compagnie du chemin de fer de Poitiers à Saumur
De Compagnie du chemin de fer de Poitiers à Saumur opende het tracé tussen Saumur-Nantilly en Montreuil-Bellay op 15 mei 1874.

#### Compagnie du chemin de fer de Paris à Orléans
Tussen Bessé-sur-Braye en Saumur-Nantilly werd de lijn geopend door de Compagnie du chemin de fer de Paris à Orléans, tussen Bessé-sur-Braye en Château-du-Loir op 31 maart 1879 en tussen Château-du-Loir en Saumur-Nantilly op 11 juli 1886

#### Administration des chemins de fer de l’État
Na de overname van de andere deeltrajecten opende Administration des chemins de fer de l'État opende de volgende gedeeltes waarmee de lijn tot aan Cenon werd voltooid. Van Montreuil-Bellay naar Niort op 23 oktober 1882, van Cavignac naar Cubzac op 14 juni 1886, van Cubzac naar La Grave-d'Ambarès op 11 juli 1886, van La Grave-d'Ambarès naar Cenon op 1 juli 1892 en van Saint-Jean-d'Angély naar Saintes op 11 juni 1911.

#### SNCF
In 2016 werd het laatste gedeelte tussen de aansluiting Saintes en Bordeaux aangelegd door de SNCF parallel aan de spoorlijn Parijs-Austerlitz - Bordeaux-Saint-Jean waarmee dit stuk op 4 sporen werd gebracht.

### Neergang
De neergang van de lijn werd ingezet vanaf 1926, met de elektrificatie van de spoorlijn Parijs-Austerlitz - Bordeaux-Saint-Jean, de rationalisatie van het netwerk na de oprichting van de SNCF in 1938 en de Tweede Wereldoorlog waarin voor een groot gedeelte het tweede spoor werd opgebroken met een vermindering van capaciteit tot gevolg.

#### Opheffing reizigersverkeer
Reizigersverkeer werd opgeheven tussen Courtalain en Château-du-Loir op 26 oktober 1971, tussen Château-du-Loir en Saumur op 7 april 1970 en tussen Thouars en Niort op 29 november 1980.

#### Sluiting
Na het reizigersverkeer werd ook het goederenvervoer stapsgewijs opgeheven op dezelfde trajecten:
- Le Tanchet - Noyant-Méon: 7 april 1970
- Boursay-Saint-Agil - Mondoubleau: 26 oktober 1971, heropend in 1983
- Noyant-Méon - Vivy: 3 april 1972, heropend in juli 1980 en opnieuw gesloten in 1996
- Mondoubleau - Bessé-sur-Braye: 28 januari 1990
- Villiers-au-Bouin - Le Tanchet: 1996
- Courtalain - Mondoubleau: 2003, heropend tussen Courtalain - Droué in 2016
- Bessé-sur-Braye - La Chartre-sur-le-Loir: mei 2008
- Saint-Varent - Parthenay: 18 december 2015, heropend in 2023
- La Chartre-sur-le-Loir - Château-du-Loir: 2016
- Château-du-Loir - Villiers-au-Bouin: 2018
- Vivy - Saumur: 2018

## Treindiensten
De SNCF verzorgt het personenvervoer op dit traject met IC en TER treinen.
| Serie   | Treinsoort | Route                                                                                                | Bijzonderheden |
| ------- | ---------- | --- | -------------- |
| IC 3800 | IC (SNCF)  | Nantes – La Roche-sur-Yon – Luçon – La Rochelle – Rochefort – Saintes – Jonzac – Bordeaux-Saint-Jean |                |
| P 12    | TER (SNCF) | Chartres – Courtalain - Saint-Pellerin                                                               |                |
| P 65    | TER (SNCF) | [ Angers-Saint-Laud – ] / [ Tours – ] Saumur – Thouars – Bressuire – La Roche-sur-Yon                |                |
| D 15    | TER (SNCF) | La Rochelle – Rochefort – Saintes – Bordeaux-Saint-Jean                                              |                |
| D 17    | TER (SNCF) | Niort – Saintes – Royan                                                                              |                |
| F 43    | TER (SNCF) | Saint-Mariens - Saint-Yzan – Bordeaux-Saint-Jean                                                     |                |
| L 15    | TER (SNCF) | La Rochelle Porte Dauphine – La Rochelle – Rochefort – Saintes – Bordeaux-Saint-Jean                 |                |
| L 16    | TER (SNCF) | Angoulême – Cognac – Saintes – [ Rochefort – La Rochelle – La Rochelle Porte Dauphine ] / [ Royan ]  |                |
| L 17    | TER (SNCF) | Niort – Saintes – Royan                                                                              |                |

## Aansluitingen
In de volgende plaatsen is of was er een aansluiting op de volgende spoorlijnen:
Chartres
RFN 409 000, spoorlijn tussen Chartres en Dreux
RFN 420 000, spoorlijn tussen Paris-Montparnasse en Brest
RFN 553 000, spoorlijn tussen Massy-Palaiseau en Chartres
RFN 556 000, spoorlijn tussen Chartres en Orléans
RFN 556 606, stamlijn Chartres-Lucé
Brou
RFN 504 000, spoorlijn tussen Brou en La Loupe
Arrou
RFN 505 000, spoorlijn tussen Arrou en Nogent-le-Rotrou
Courtalain - Saint-Pellerin
RFN 431 305, raccordement van Courtalain
RFN 506 000, spoorlijn tussen Thorigné en Courtalain-Saint-Pellerin
RFN 558 000, spoorlijn tussen Courtalain-Saint-Pellerin en Patay
Droué
RFN 432 307, raccordement van Droué
Sargé-sur-Braye
RFN 560 000, spoorlijn tussen Sargé-sur-Braye en Vouvray
Bessé-sur-Braye
RFN 507 000, spoorlijn tussen Bessé-sur-Braye en Saint-Calais
Pont-de-Braye
RFN 559 000, spoorlijn tussen Pont-de-Braye en Blois
Château-du-Loir
RFN 561 000, spoorlijn tussen Tours en Le Mans
Vivy
RFN 510 000, spoorlijn tussen La Flèche en Vivy
Saumur
RFN 515 000, spoorlijn tussen Tours en Saint-Nazaire
Nantilly - Saumur
RFN 531 000, spoorlijn tussen Nantilly en Saumur-Rive-Gauche
RFN 500 606, stamlijn Nantilly
Montreuil-Bellay
RFN 500 650, stamlijn ZI van Meron
RFN 521 000, spoorlijn tussen Loudun en Angers-Maître-École
Thouars
RFN 525 000, spoorlijn tussen Les Sables-d'Olonne en Tours
Airvault-Gare
RFN 575 000, spoorlijn tussen Airvault-Gare en Moncontour
Parthenay
RFN 524 000, spoorlijn tussen Neuville-de-Poitou en Bressuire
Niort
RFN 523 000, spoorlijn tussen La Possonnière en Niort
RFN 538 000, spoorlijn tussen Saint-Benoît en La Rochelle-Ville
Aiffres
RFN 578 000, spoorlijn tussen Aiffres en Ruffec
Saint-Jean-d'Angély
RFN 543 000, spoorlijn tussen Saint-Jean-d'Angély en Taillebourg
Saintes
RFN 530 000, spoorlijn tussen Nantes en Saintes
RFN 544 000, spoorlijn tussen Saintes en Royan
Beillant
RFN 500 306, raccordement van Beillant
RFN 579 000, spoorlijn tussen Beillant en Angoulême
Pons
RFN 500 311, raccordement Pons - Saujon
RFN 546 000, spoorlijn tussen Pons en Saujon
Saint-Mariens - Saint-Yzan
RFN 547 000, spoorlijn tussen Saint-Mariens - Saint-Yzan en Blaye
RFN 580 000, spoorlijn tussen Châteauneuf-sur-Charente en Saint-Mariens - Saint-Yzan
Cavignac
RFN 581 000, spoorlijn tussen Cavignac en Coutras
Saint-André-de-Cubzac
lijn tussen Saint-André-de-Cubzac en Saint-Ciers-sur-Gironde
La Grave-d'Ambarès
RFN 570 321, raccordement van Ambarès-et-Lagrave
Bordeaux-Saint-Jean
RFN 570 000, spoorlijn tussen Paris-Austerlitz en Bordeaux-Saint-Jean
RFN 640 000, spoorlijn tussen Bordeaux-Saint-Jean en Sète-Ville
RFN 655 000, spoorlijn tussen Bordeaux-Saint-Jean en Irun

## Elektrische tractie
De lijn werd in gedeeltes geëlektrificeerd, tussen Saumur en Thours in 1982 met een wisselpanning van 25.000 volt 50 Hz en tussen Cenon en Bordeaux-Saint-Jean bij de aanleg in 2016 met een gelijkspanning van 1500 volt.

## Galerij

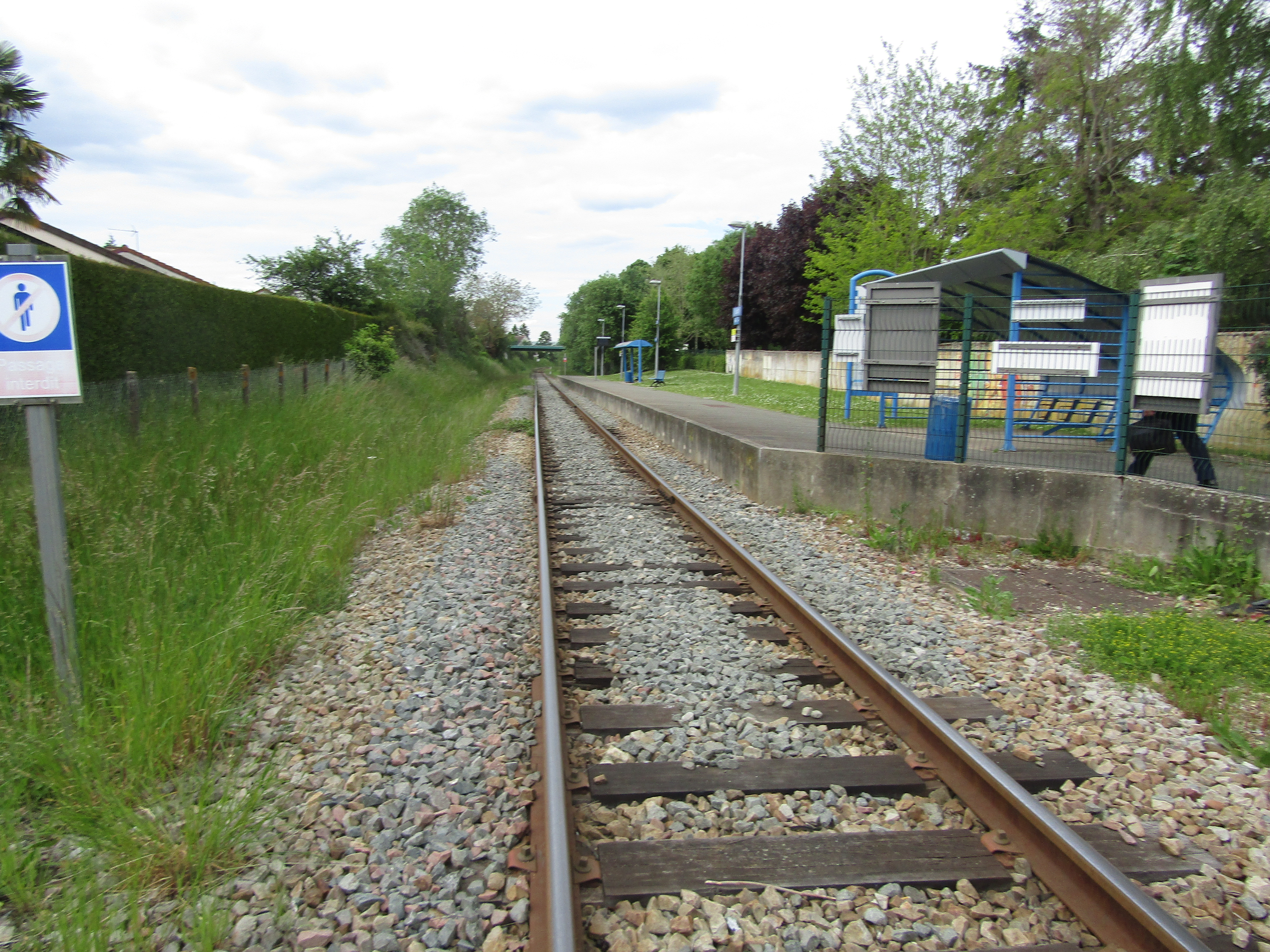
Station Lucé
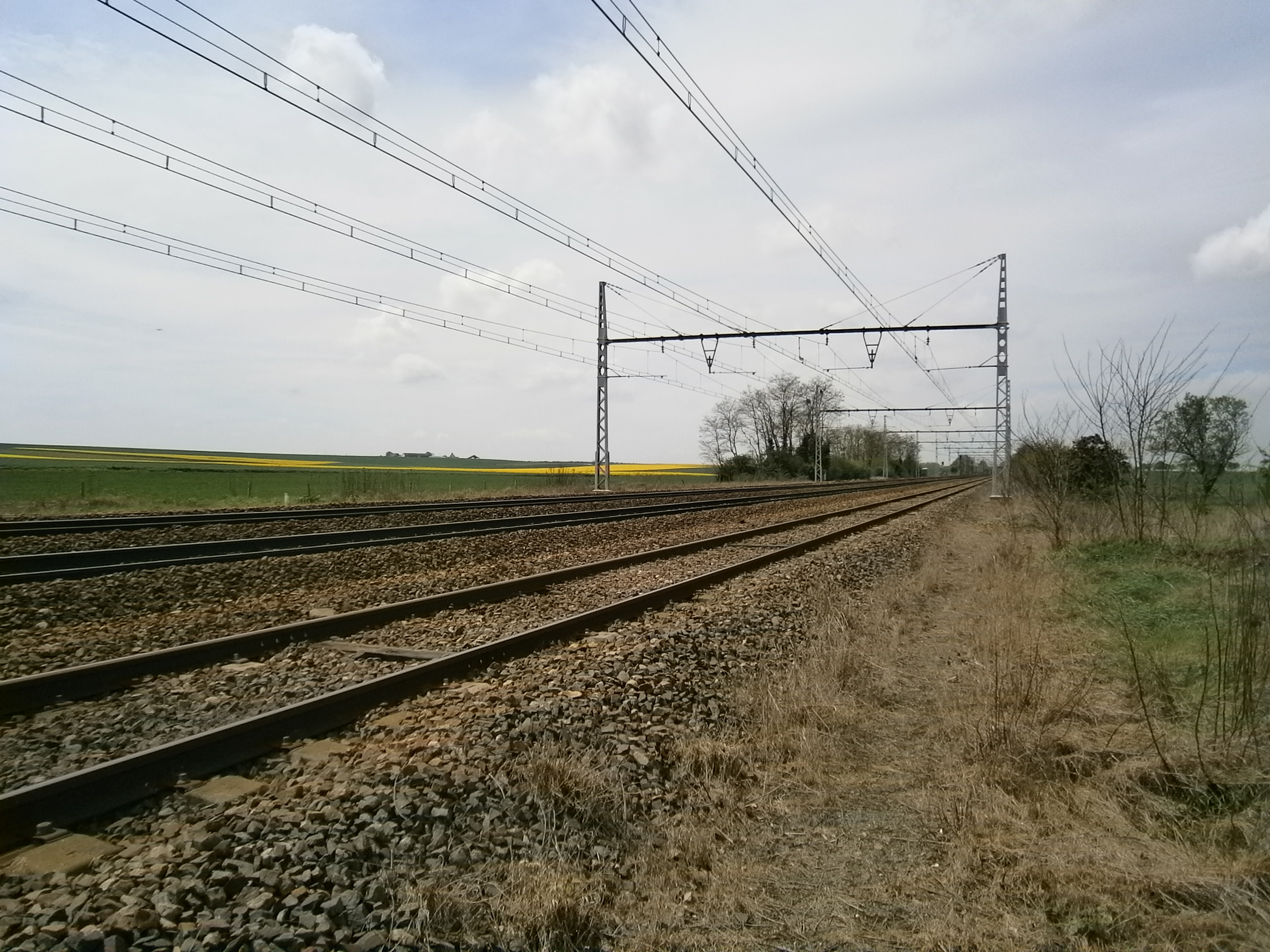
De lijn bij Hanches
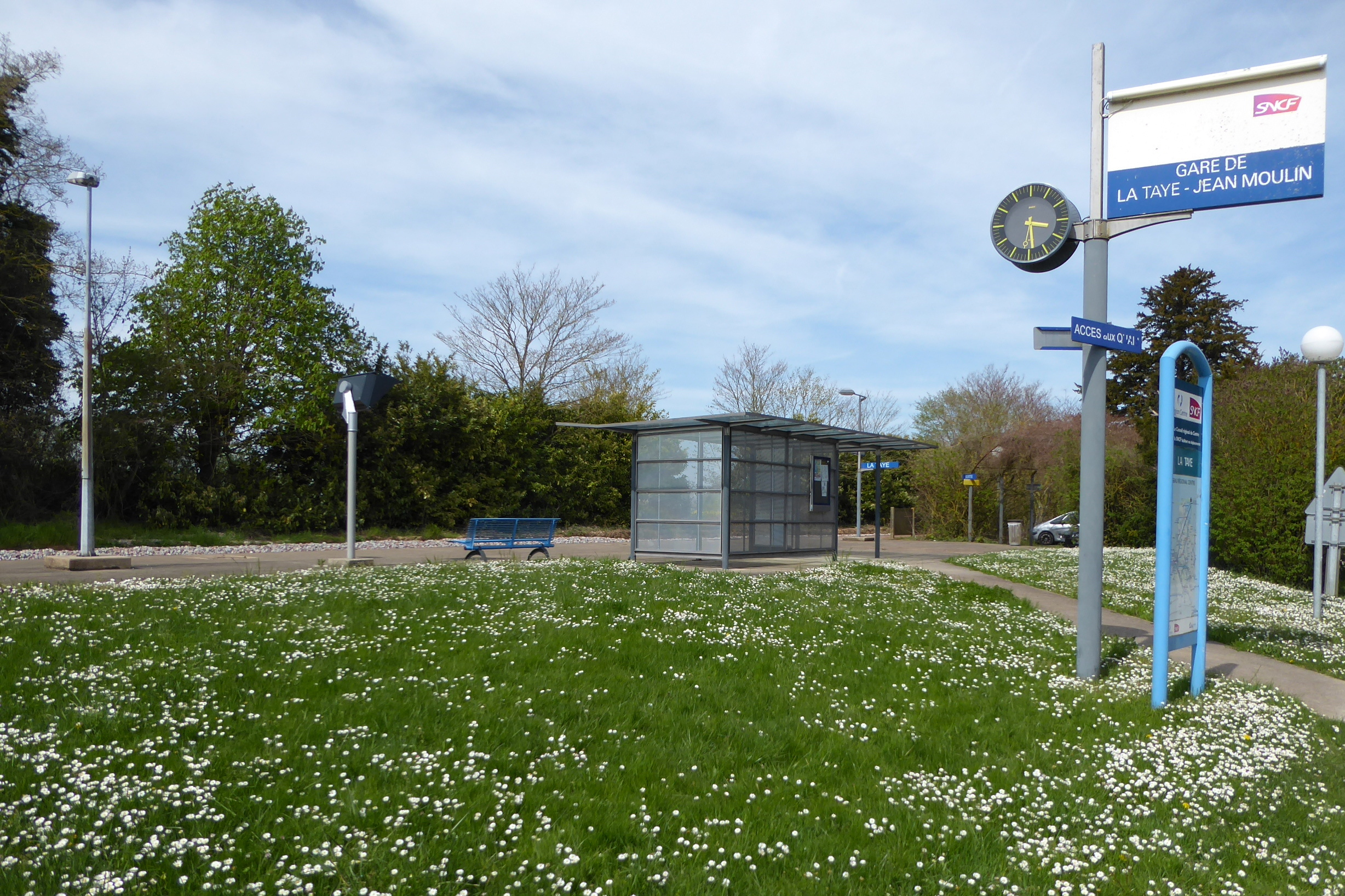
Station Saint-Georges-sur-Eure
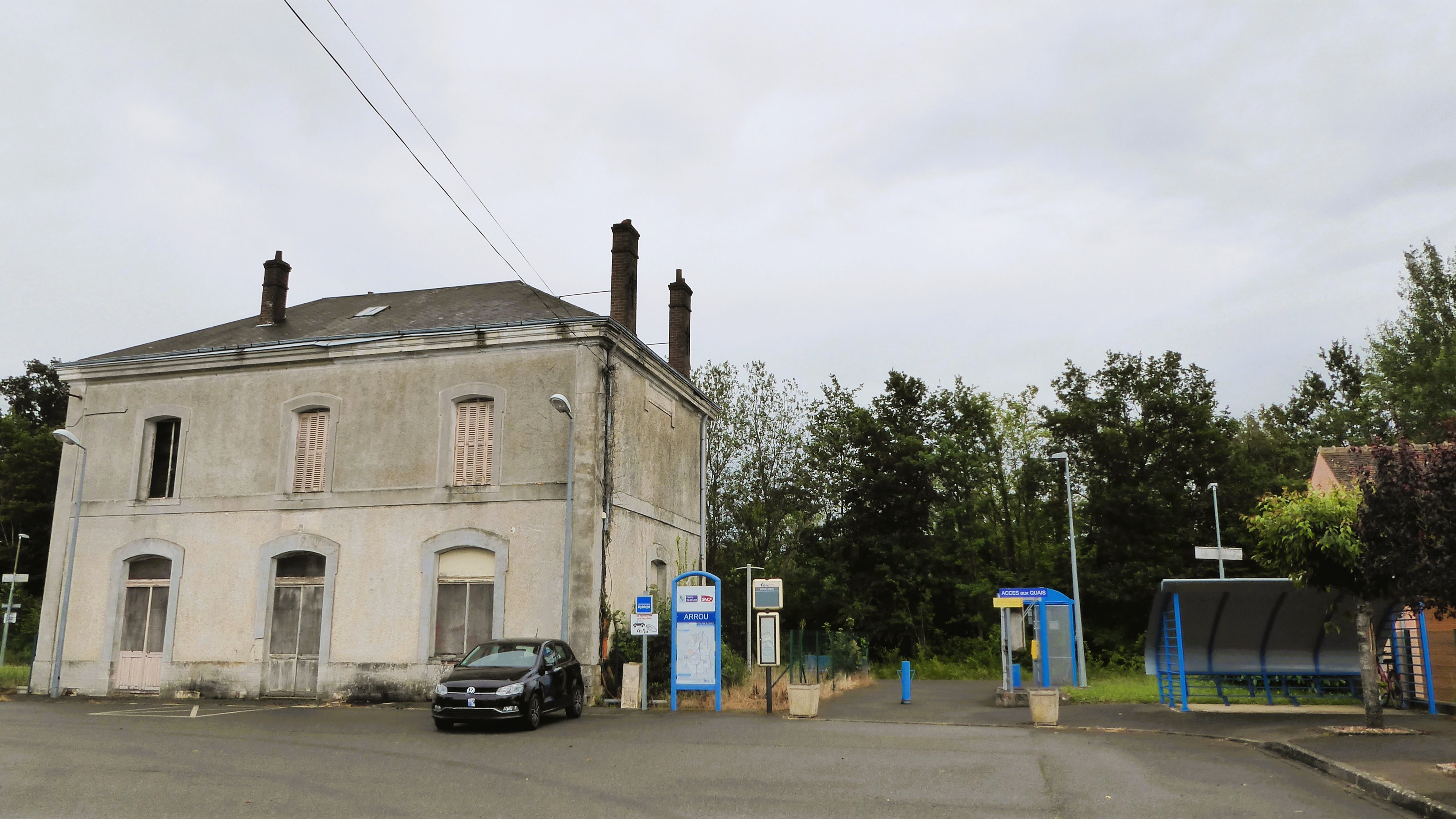
Station Arrou
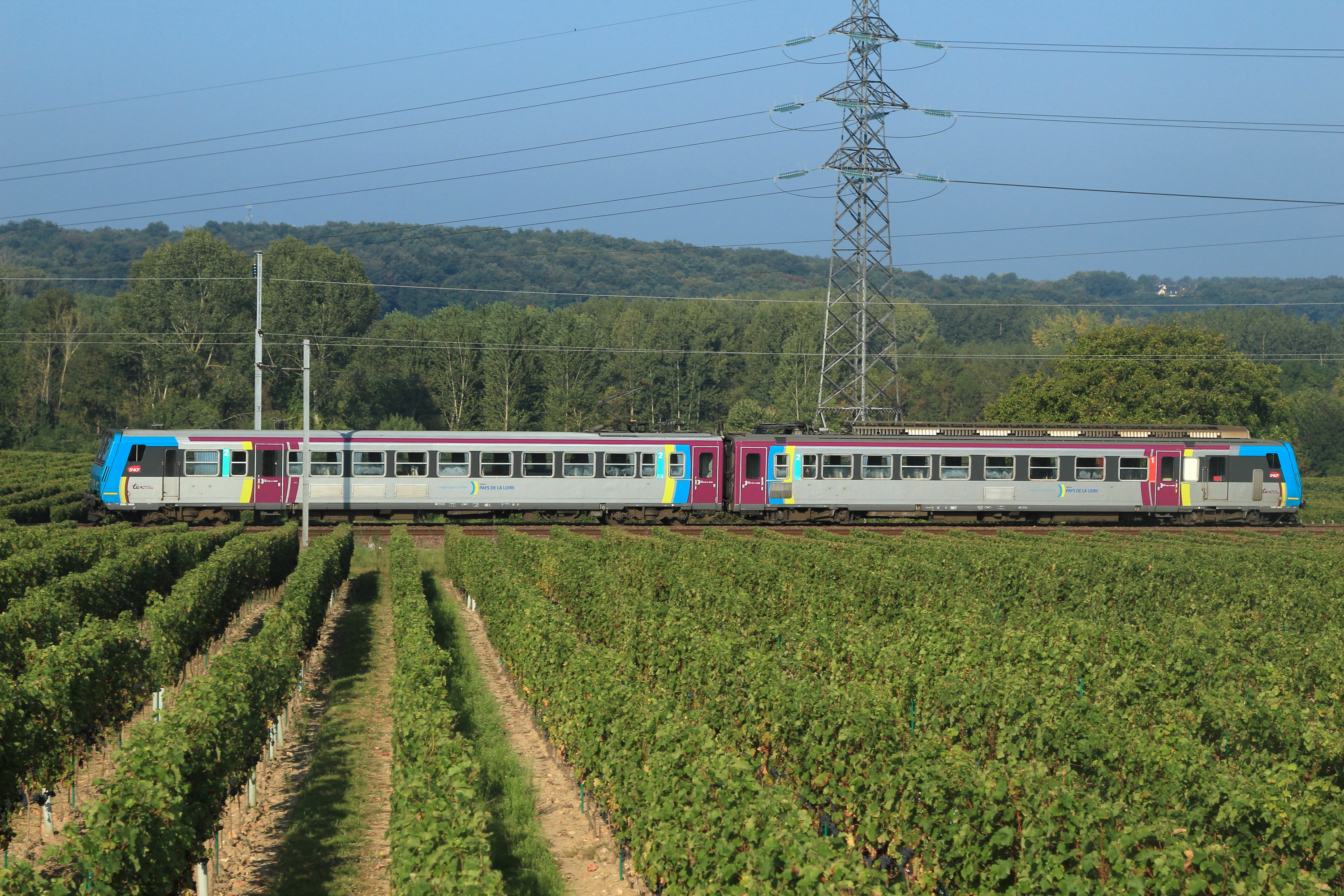
Trein tussen Thouars en Saumur in 2014